# Teratosphaeria associata
Teratosphaeria associata är en svampart som först beskrevs av Crous & Carnegie, och fick sitt nu gällande namn av Crous & U. Braun 2007. Teratosphaeria associata ingår i släktet Teratosphaeria och familjen Teratosphaeriaceae.   Inga underarter finns listade i Catalogue of Life.